# Houston Open 1975
Lo Houston Open 1975 è stato un torneo di tennis giocato su terra verde. È stata la 5ª edizione dello Houston Open, che fa parte del World Championship Tennis 1975. Il torneo si è giocato a Houston negli USA, dal 21 al 27 aprile 1975.

## Campioni

### Singolare maschile
Ken Rosewall ha battuto in finale  Cliff Drysdale con il punteggio di 6–3 6–4

### Doppio maschile
Robert Lutz /  Stan Smith hanno battuto in finale  Mike Estep /  Russell Simpson con il punteggio di 7–5, 7–6(5)